# Giusto di Lione
Giusto di Lione (Tournon-sur-Rhône, ... – Deserto di Nitria, 390) è stato un arcivescovo romano, arcivescovo di Lione dal 374 al 381. È venerato come santo dalla Chiesa cattolica e dalla Chiesa ortodossa.
Giusto partecipò come vescovo di Lione ai concili di Valence (374) e di Aquileia (381). Dopo quest'ultimo, assieme al lettore Viatore, si ritirò in un eremo nel deserto egiziano dove visse gli ultimi anni della sua vita.
Dopo la morte il corpo fu riportato a Lione assieme a quello di Viatore.